# 粕谷泰造
粕谷 泰造（かすや たいぞう、1986年10月7日 - ）は、日本・埼玉県富士見市出身の元サッカー選手。スポーツパフォーマンススペシャリスト。ストレングスコーチ。運動生理学プラクティショナー。

## 来歴
日本の高等学校卒業後に単身で渡米。大学2年の時から3年連続でNAIA ALL American Soccer Tournamentに出場している。また、アメリカの夏休みの期間を使って行われるPremier Development LeagueでFresno Fuegoに2006年から3年間所属、3シーズン連続で全米大会決勝トーナメントに出場。
プロ時代は、IFK Norrköping、1. FC Saarbrücken、RSD Alcalá、でプレー。2012年シーズン限りで膝の怪我のため一時引退している。
引退後は、イギリス・リバプールにあるリバプール・ジョンムア大学の大学院で運動生理学を学習、2013年に修士課程を修了する。また、リバプールの地元チームでもあるTranmere Rovers FCでストレングコーチ兼運動生理学士としてのキャリアを始め、2012年から2年間トップチームを指導する。以後は日本と世界の更なるスポーツの発展、見聞を広めながら自分にできることを形にするため帰国。

## 経歴
- 2005年 - 2008年 Oklahoma Baptist University
- 2006年 - 2008年  Fresno Fuego FC
- 2009年  IFK Norrköping
- 2009年 - 2011年  FC Saarbrücken
- 2011年 - 2012年  Real Sociedad Deportiva Alcalá

## 個人成績
- プロ初出場 - 2009.4. (IFK Norrköping)
- プロ初得点 - 2009.4. (IFK Norrköping)
- スウェーデントップリーグ月間ベスト11 - 3回(May, June, October)
- ドイツ3部リーグ月間ベスト11 - 2回(December 2009, June 2010)
- スペイン2部リーグ月間ベスト11 - 2回(September 2011, April 2012)

## トレーナー歴
- 2005年 - 2008年  Oklahoma Baptist Univeristy　学生アスレチックトレーナー代表
- 2009年 -  FC Saarbrücken 選手兼アシスタントストレングストレーナー
- 2011年 - 2012年  Real Sociedad Deportiva Alcalá 選手兼アシスタントメディカルストレーナー
- 2012年 - 2014年  Liverpool John Moores University　大学トップストレングストレーナー
- 2012年 - 2014年  Tranmere Rovers FC　トップチームストレングスコーチ兼運動生理学士